# Ultimate Wolverine
Ultimate Wolverine — продовжувана серія коміксів про Росомаху, що видавалася Marvel Comics. Сценаристом виступив Кріс Кондон, а художником — Алессандро Каппуччо. У цій версії Росомаха виступає в ролі Зимового Солдата, якого використовує Рада Творця для підтримання своєї влади над світом. Цей варіант персонажа вперше з’явився у ваншоті Ultimate Universe: One Year In у грудні 2024 року, перед запуском самої серії в січні 2025 року.

## Сюжет
Зимовий солдат, мутант-гібрид зі стертою пам'яттю, на ім'я Лоґан, здійснює втечу з-під контролю Директорату Ікс. Його використовували як зброю в рамках геополітичного конфлікту. Поступово він відновлює спогади через контакти з Містік, Кітті Прайд, Куртом Ваґнером та Гамбітом. Зимового солдата переслідують Колос, Меджик, Омега Ред та інші агенти, що проводили над ним експерименти. Директорка Простович намагається відновити контроль над Лоґаном через підключення до Феніксу та збережений мозок Чарльза Ксав'єра.

## Персонажі

### Головні герої
- Росомаха (Зимовий солдат)

### Лиходії
- Колос (Пьотр Распутін)
- Меджик (Уляна Распутіна)
- Омега Ред (Аркадій Россович)
- Докторка Алонґія Простович

### Інші герої
- Містік (Рейвен Дарголм)
- Курт Ваґнер
- Творець
- Професор Тортон
- Гамбіт (Ремі Лебо)
- Кітті Прайд
- Чорна вдова (Наташа Романова)
- Джин Грей
- Чарльз Ксав'єр

## Огляди
Серія коміксів Ultimate Wolverine (2025) отримала загалом позитивні відгуки критиків, які відзначають її похмуру атмосферу, жорстокість та нове переосмислення персонажа. На сайті Comic Book Roundup стоїть оцінка 8,6 бала на основі оглядів 40 критиків. The Comic Book Dispatch оцінив дебютний випуск на 8,8/10, підкресливши похмуру атмосферу, напруженість та інтригу навколо особистості Росомахи, а також відзначивши виразний художній стиль Алессандро Капуччо. Comic Watch високо оцінив другий випуск, надавши йому оцінку 10/10, і зазначив, що серія перетворюється з бойовика на трилер, зосереджений на контролі та маніпуляціях. Чейз Маґнетт з CBR зазначає, що нова серія створює моторошнішу версію персонажа.
Деякі оглядачі, зокрема Weird Science Marvel Comics, вказували на повільний розвиток сюжету та обмежену емоційну глибину головного героя, що ускладнює зв’язок з персонажем. Something Central зазначив, що нова версія Росомахи мало відрізняється від попередніх інтерпретацій. Major Spoilers надали оцінку 8/10, підкреслюючи сильне введення персонажа, але зазначили, що мовчазний та замаскований головний герой ускладнює емоційне залучення читача.